# Besleria reticulata
Besleria reticulata är en tvåhjärtbladig växtart som beskrevs av Karl Fritsch. Besleria reticulata ingår i släktet Besleria och familjen Gesneriaceae.

## Underarter
Arten delas in i följande underarter:
- B. r. macrophylla
- B. r. pubistyla
- B. r. reticulata
- B. r. venosa